# Payson (Illinois)
Payson is een plaats (village) in de Amerikaanse staat Illinois, en valt bestuurlijk gezien onder Adams County.

## Demografie
Bij de volkstelling in 2000 werd het aantal inwoners vastgesteld op 1066. In 2006 is het aantal inwoners door het United States Census Bureau geschat op 1058, een daling van 8 (-0,8%).

## Geografie
Volgens het United States Census Bureau beslaat de plaats een oppervlakte van 3,0 km², geheel bestaande uit land. Payson ligt op ongeveer 211 m boven zeeniveau.

## Plaatsen in de nabije omgeving
De onderstaande figuur toont nabijgelegen plaatsen in een straal van 20 km rond Payson.